# Union Square (San Francisco)
Union Square è la piazza centrale di San Francisco. Collocata su Market Street (via principale della città), è conosciuta come il luogo dello shopping, degli hotel più lussuosi e dei teatri prestigiosi. Il nome Union Square trae origine dalle numerose manifestazioni di sostegno all'esercito nordista, che ebbero luogo sulla piazza durante la guerra di secessione americana. La piazza rappresenta uno dei più grandi quartieri commerciali della California, per la quantità di negozi, boutique eleganti e saloni di bellezza, che la rendono una delle mete più apprezzate dai turisti che visitano la città.